# Jour de l'indépendance de la Finlande

Le premier drapeau officiel de Finlande jusqu'au 25 mai 1918.

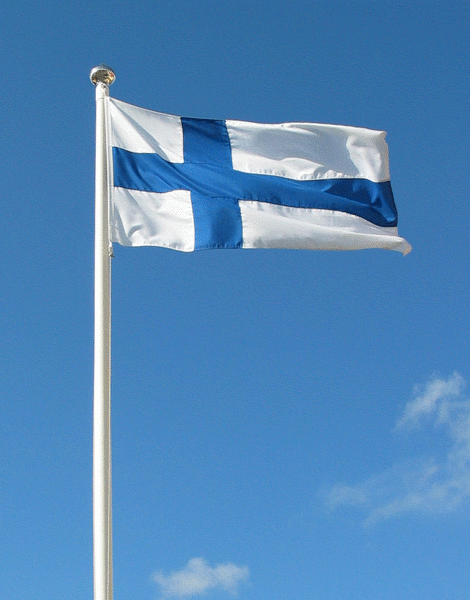
Le drapeau finlandais. Depuis le 25 mai 1918.

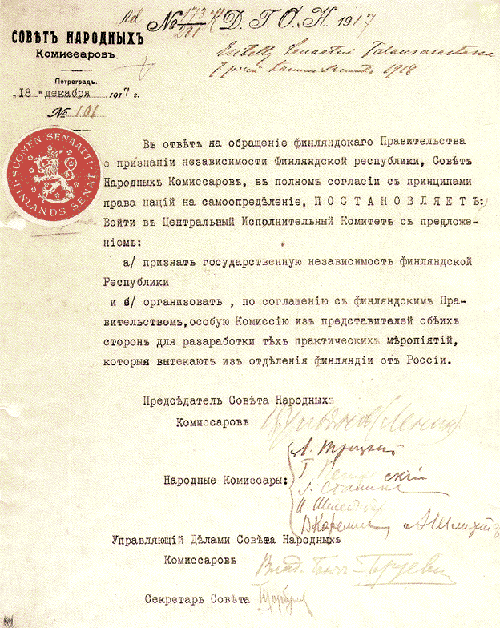
La décision des Commissaires du peuple de reconnaître l'indépendance de la Finlande.

Le jour de l'indépendance de la Finlande (finnois : itsenäisyyspäivä, suédois : självständighetsdagen) est un jour férié qui a lieu le 6 décembre pour célébrer la Déclaration d'indépendance finlandaise de la République socialiste fédérative soviétique de Russie.

## Histoire
Le mouvement pour l'indépendance débute après la Révolution russe à la suite de la défaite de la Première Guerre mondiale. Après plusieurs désaccords entre les partis en présence concernant qui aurait le pouvoir après l'indépendance, le Sénat mené par Pehr Evind Svinhufvud, déclare l’indépendance le 4 décembre 1917. L'indépendance sera adoptée par le parlement deux jours plus tard, le 6 décembre 1917.

## Commémoration
Depuis 1957, la commémoration officielle débute sur la colline de l'observatoire d'Helsinki. Elle débute à 9 heures par un lever solennel du drapeau. On y prononce des discours et des chœurs chantent. L'organisateur de la cérémonie est l'Association pour la culture et l'identité finnoise, les scouts du NMKY:n Katajat hissent le drapeau et parmi les chorales on peut citer l'une des plus anciennes chorales de Finlande les Viipurin Lauluveikot. La cérémonie est radiodiffusée en direct,.
Une messe est donnée à la Cathédrale. Depuis 1998 la messe est œcuménique. Assistent à la messe les plus hauts dirigeants de l'État dont le Président de la République de Finlande, le Conseil d'État, le président du parlement et les députés. Le culte est télédiffusé.
Puis les invités officiels se recueillent au Carré militaire du Cimetière de Hietaniemi devant les monuments en mémoire des héros de la Seconde Guerre mondiale. On pose des cierges sur de nombreuses tombes et les réservistes font une haie d'honneur.
Dans la soirée la Réception présidentielle du jour de l'indépendance se tient au Palais présidentiel avec près de 2000 invités. La première réception a eu lieu en 1919 et a eu lieu presque chaque année depuis lors.